# Joropo
El joropo es un género musical y danza tradicional de Venezuela y Colombia. Su diversidad se manifiesta en distintas tipologías subregionales. Entre ellas cabe mencionar el joropo oriental, el joropo central (con algunas especificidades como el joropo tuyero, el joropo mirandino o el joropo aragüeño), el joropo andino y el golpe larense en Venezuela; además del joropo llanero y los cantos de trabajo de los llanos en Colombia y Venezuela. En 2017, la Unesco incluyó los cantos de arreo y ordeño, en la Lista Representativa de Patrimonio Cultural Inmaterial del mundo. Existen además importantes variantes que fusionan elementos de los tipos antes mencionados, con desarrollo de particularidades estilísticas, como es el caso del joropo guayanés, joropo guaribero o cordillerano, joropo horconiao y joropo urbano.  
Para los cultores de las zonas rurales, la palabra designa más a la fiesta o evento bailable, que a la música o la coreografía propiamente dichas. Para designar estos elementos utilizan términos mucho más específicos, como corrido, pasaje, golpe o revuelta en el caso de la música, y valsiao, zapateao o escobillao para el caso de la danza. No obstante, el coplero Vidal Colmenares, cultor del joropo veguero, afirma con base a testimonios orales familiares que datan del siglo XIX, que en los llanos de Barinas, Apure y Portuguesa no se utiliza la palabra joropo para denominar la fiesta: simplemente se le dice "parranda". Colmenares cree que la connotación viene más bien de Caracas y se ha impuesto en el léxico venezolano con esa acepción que no es propia del llano. No obstante, en las zonas urbanas, el vocablo joropo se utiliza en general para designar una música vivaz con arpa, cuatro venezolano y maracas como base instrumental, sin mayor referencia al baile.
Las primeras noticias que se tienen del joropo datan de 1749, cuando el 10 de abril de ese año, el Gobernador de la Capitanía General de Venezuela, Don Luis Francisco de Castellanos, prohíbe el baile del joropo escobillado Se pueden hacer descripciones con diversos significados históricos, presentes y en diferentes lugares de lo que se entiende por joropo. En los llanos venezolanos son sus sinónimos parrando y cantina, y en los de Colombia, guafa. Es importante insistir en la diversidad del género para romper con el paradigma de que el joropo se refiere solo su variante llanera.Aunque algunos autores afirman que el baile del joropo viene del vals dado su carácter ternario y su coreografía de parejas enlazadas, este último es posterior, datando del siglo XIX. Es mucho más seguro que provenga del fandango, término que suplantó para referirse a los mismos tipos de fiesta y música con la cual comparte mayores similitudes. Ambos muestran influencia de los giros y acompañamientos españoles típicos de la música medieval y renacentista de influencia mora venidas con la colonización, en los cuales destaca la utilización de la síncopa y los ritmos hemiolados o sesquiálteros en 3/4-6/8. Además, a menudo se superponen sobre esta estructura métrica hipérmetros de 3/2, cuyos acentos se enfasan cada dos compases, lo que algunos han llamado repercusión. Por ello, la hemiola o sesquiáltero (en términos generales, el 3 contra 2) resulta la regla en el joropo, bien sea a nivel del compás, bien del hipermetro.El joropo forma parte de la música ternaria del Caribe colonial, estando directamente emparentado con el son jarocho y el son huasteco de México, la mejorana de Panamá, entre otros. Estas expresiones musicales se desarrollaron durante la Colonia con influencias de la música barroca y el comercio interoceánico.
Venezuela declaro el joropo tradicional venezolano 15 de marzo del año 2014 como Patrimonio Cultural de la Nación en la categoría “Bien de Interés Cultural”, para preservar y difundir este género musical representativo de la Patria.

## Origen

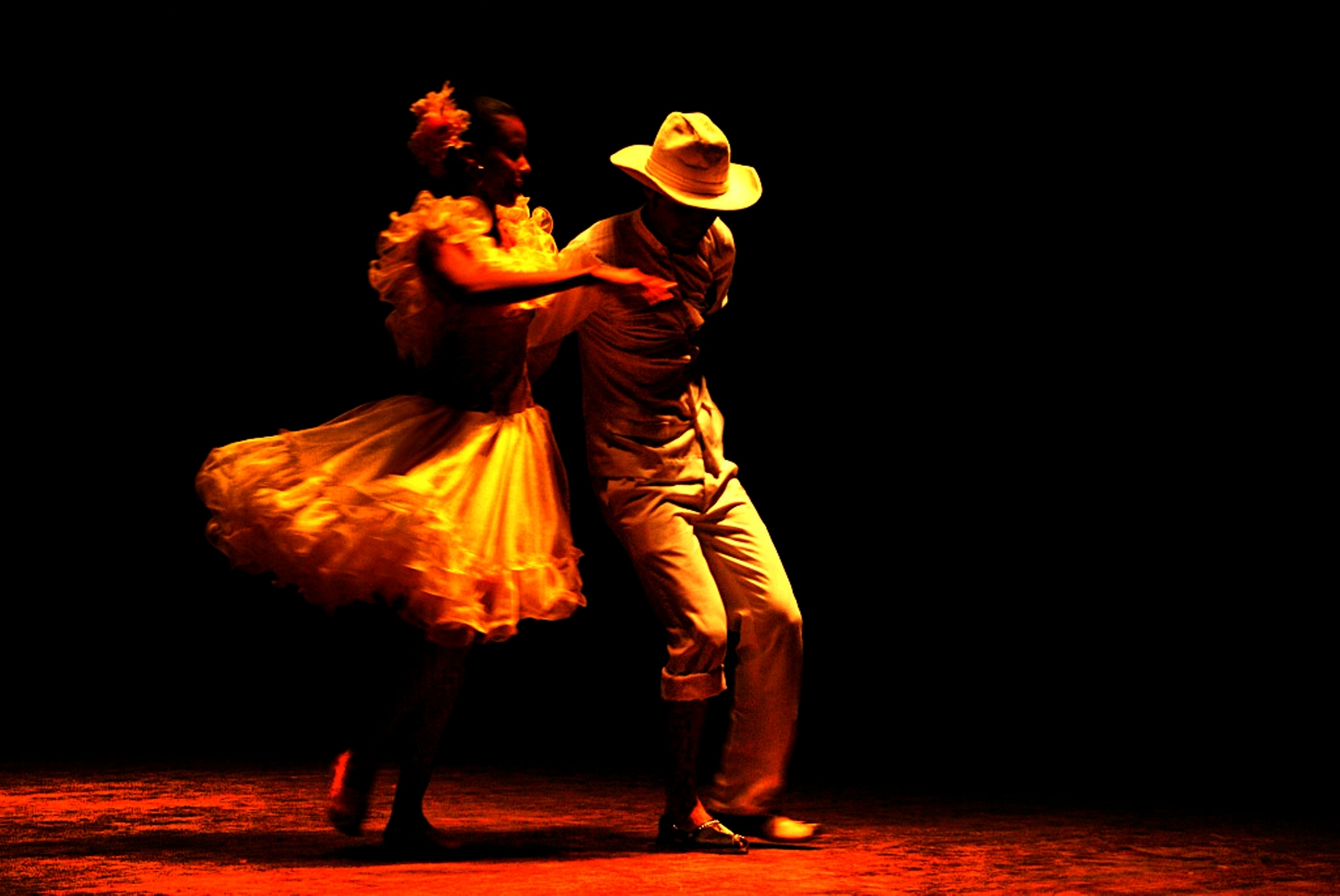
Bailarines de joropo.

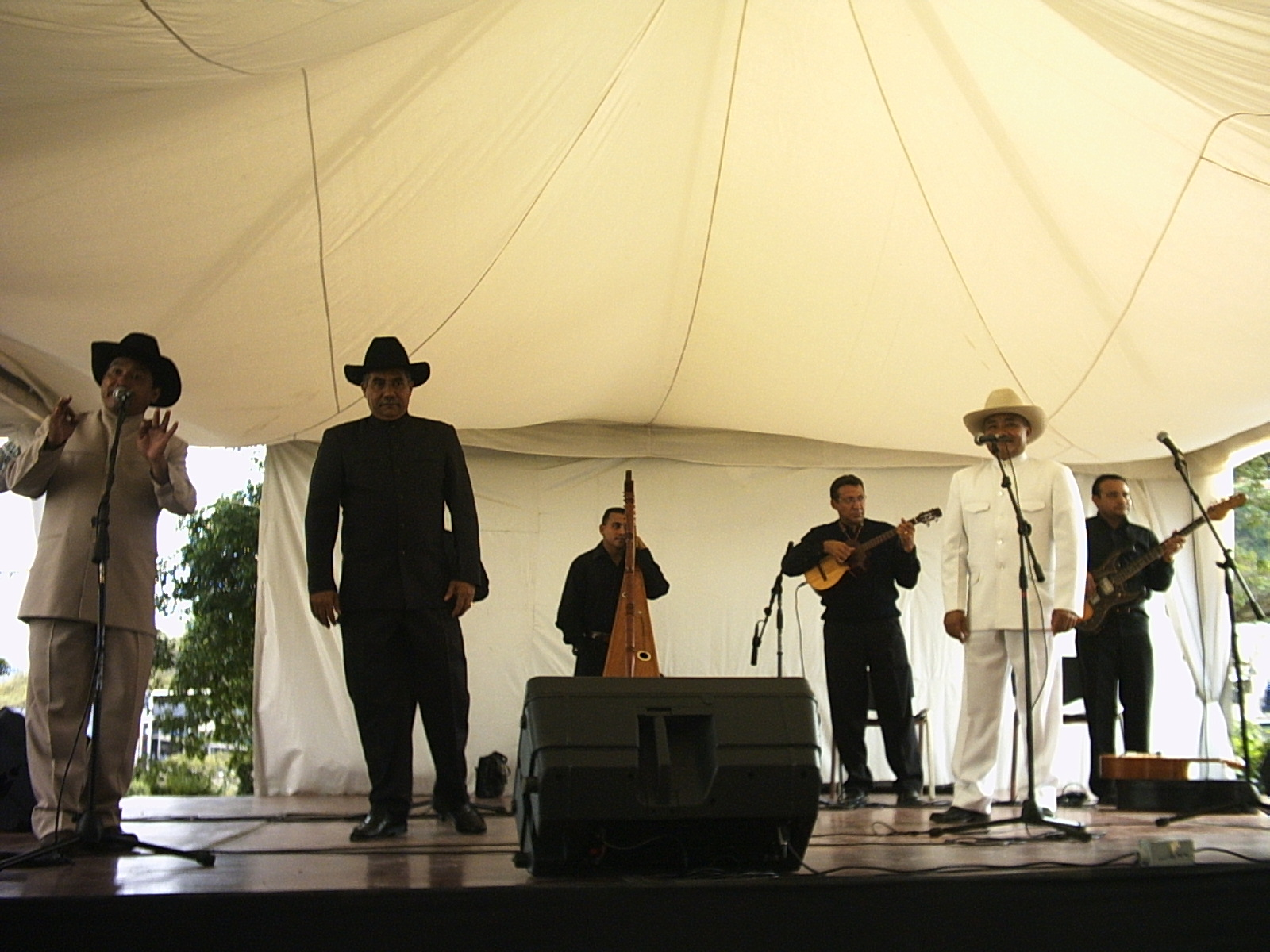
Conjunto de joropo.

El origen del joropo es el fandango español y la música melismática (grupo de notas cantadas sobre una misma sílaba) árabe.
Según el musicólogo e investigador de la música venezolana y caribeña Rafael Salazar, «grandes estudiosos de la musicología, como Alejo Carpentier, consideran que el fandango es una danza fecundatoria negra-africana, proveniente de la Guinea, que llegó a las Antillas a partir de la dispersión de los esclavos traídos por la fuerza a América para las rudas tareas de la agricultura y la minería».
El fandango tomó fuerza en la península ibérica gracias a los viajes de los conquistadores, quienes lo llevaron de un lado a otro con sus variantes y fusiones afroamericanas y campesinas.
En el año 1640 el Consejo de Castilla prohibió el fandango y otras danzas calificándolas de “indianas amulatadas”. El joropo encierra en el fandango su origen afroamericano con pequeños aportes indígenas. Los primeros fandangos llegaron a Caracas a principios del siglo XVII, se tocaban en las veladas de los grandes cacaos en las haciendas capitalinas y fueron ejecutados con instrumentos como la bandurria, el instrumento, el clavecín y la bandola.
Los campesinos venezolanos escucharon los fandangos en las fiestas organizadas por los mantuanos y aprendieron la música, imprimiendo la fuerza rítmica del negro con los bordones de un arpa rústica hecha de bambú y en las maracas se identifica la huella indígena, de allí nace lo que conocemos como Joropo y empieza a expandirse por todo el territorio.
El 10 de abril de 1749 el Real Consulado de Caracas español con apoyo de la Iglesia Católica sancionó este tipo de danza porque, en su opinión, generaba lazo de sexo por los contactos de las manos y los extremosos movimientos propios del baile. Se estableció dos años de cárcel para los ejecutores y dos meses para los espectadores de dicho baile.

## Características coreográficas
El joropo se caracteriza por ser un baile de pareja enlazada, donde la mujer sujeta al hombre con ambas manos. En su temática, el hombre lleva la iniciativa y determina las figuras a realizar. La mujer observa los movimientos que él hace y lo sigue con habilidad. En el joropo hay dos posiciones principales: una es la de punta de soga, donde se toman ambas manos conservando cierta distancia y la posición del valseo, el hombre pasa la mano derecha por la cintura de la mujer y con la izquierda sujeta la mano derecha de ella, mientras la izquierda descansa sobre el hombro. Cuando el hombre zapatea, la mujer escobillea.
El hombre solo zapatea cuando se producen los repique en el arpa o bandola, es decir cuando lo Llama la Cuerda. En el baile del joropo se utilizan entre otros los siguientes pasos o posiciones: La pareja comienza generalmente con un valseo lento o rápido según el ritmo, seguidamente y partiendo de la primera posición se adelanta un poco el pie derecho a la vez que el izquierdo y retrocede lentamente, estos sin levantarlos del suelo y deslizándolos con suavidad, inmediatamente se adelanta el izquierdo y retrocede el derecho, flexionando ligeramente las rodillas, y así continúa alternadamente el movimiento.
Seguidamente al son del repique del arpa o la bandola, "cuando los llama la cuerda", el hombre zapatea y la mujer escobilla. El primero surge espontáneamente en el bailador y con base en la clase de repique que produzca el instrumento mayor. Generalmente se imita el sonido que produce el caballo al galopar.
El escobillao lo emplea solo la mujer, es un movimiento que se produce a partir de la posición inicial. Se adelanta el pie derecho, después de apoyarse ligeramente en el izquierdo para invertir inmediatamente la posición, los pies se frotan suavemente en el suelo y en forma rápida; las piernas van extendidas.
Al igual que el valseo, en el escobillao se aprecia la gracia y elegancia de la mujer llanera. Otros pasos del joropo popular que se dan en forma general son la Zambullida del Güire, Zamuro en Tasajera, Gabán Sacando Pescao, el Brazo del Perro.
La coreografía del pasaje es la misma que el joropo pero en forma lenta como lo requiera la música.

## Variedades regionales

### Joropo central o tuyero
Propio de los estados centrales de Venezuela, como Aragua y Miranda, la zona oriental de Carabobo, y el norte de Guárico. El joropo central o tuyero (por practicarse a las orillas del río Tuy) se canta acompañado con arpa (a veces sustituida por la guitarra)y maracas. A diferencia de las cuerdas de nailon del arpa llanera, el arpa del joropo central utiliza además cuerdas metálicas, lo que le brinda su sonoridad tan particular. El cantante del joropo central es el mismo que toca las maracas, por lo que el baile lo ponen apenas dos intérpretes: el arpista (o más bien arpisto, como gustan autodenominarse), y el buche (cantante-maraquero). No se emplea el cuatro. Al joropo central le son aplicadas las mismas consideraciones en torno al pasaje y al golpe del joropo llanero, con la salvedad de la velocidad, que es levemente menor. Otra salvedad importantísima es que en el joropo central está presente la revuelta, género de origen colonial, constituido básicamente por un encadenamiento de secciones musicales de formas fijas, en una misma tonalidad, a manera de suite barroca, sin solución de continuidad, aunque con giros sorprendentes. Los movimientos de la revuelta se denominan pasaje; entrada o llamada de Yaguazo, Yaguazo, entrada de Guabina y Marisela. A veces pueden agregárseles la llamada de Marisela, y hasta una pequeña coda. La revuelta es un equivalente por tanto a las tandas o turnos de baile, y es probablemente su extensión la razón de su paulatino desuso, siendo substituida por la ejecución de las piezas en forma aislada. La disposición de estas secciones es de naturaleza secuencial, a diferencia de los golpes de joropo llanero, que tienen una condición cíclica. La pieza más característica del joropo tuyero, la Revuelta Tuyera, consta de cuatro secciones: la exposición (pasaje), el desarrollo (yaguazo y guabina), la coda instrumental llamada marisela, y un final conocido como "la llamada del mono". Son golpes propios del joropo central las flores y el quitapesares.Los pasajes tuyeros más famosos son El Ermitaño de Mario Díaz, Amanecer tuyero de Cipriano Moreno y Pablo Hidalgo, y El gato enmochilado de Fulgencio Aquino. Los músicos caraqueños y centrales adoptaron al joropo central como inspiración para sus obras, como es el caso de la Marisela de Sebastián Díaz Peña, el Alma Llanera, de Pedro Elías Gutiérrez, el valse Quitapesares de Carlos Bonet y hasta la Sonatina criolla de Juan Bautista Plaza. Las letras del joropo central son de naturaleza pícara, socarrona, contrastando con las contundentes y violentas propias del joropo llanero, cuyos contrapunteos terminan no pocas veces en lances y peleas.

### Joropo oriental
Característico de la región nororiental de Venezuela, específicamente de los estados Sucre, Nueva Esparta y Norte de Estado Anzoátegui y Monagas. En este particular tipo de joropo el instrumento melódico por excelencia es la mandolina o bandolín. No obstante, la bandola oriental (ocho cuerdas de nailon), el violín, la armónica y un pequeño acordeón llamado “cuereta” también tienen un papel primordial en el folklore musical oriental. El llamado “Joropo con estribillo” se compone de dos secciones: la primera sección o “golpe” es tradicionalmente una melodía fija en ritmo 3/4 que es repetida dos o más veces; la segunda sección o “estribillo” es una melodía improvisada sobre un ciclo armónico fijo que está a ritmo 6/8. Cabe destacar que en el joropo oriental, el cuatro y las maracas son ejecutados de una manera mucho más libre y compleja que en el resto de los joropos venezolanos. De la misma manera, es importante mencionar que la tradición musical de la región oriental de Venezuela posee muchas otras formas aparte del joropo oriental.

### Joropo guayanés
Producto de la interacción de llaneros y orientales en el estado Bolívar de Venezuela, específicamente en Ciudad Bolívar. Es ejecutado con la bandola guayanesa (a ocho cuerdas metálicas), el cuatro y las maracas. El Seis Guayanés, la Josa y el Rompeluto resaltan entre los joropos guayaneses más famosos.

### Joropo larense o golpe tocuyano

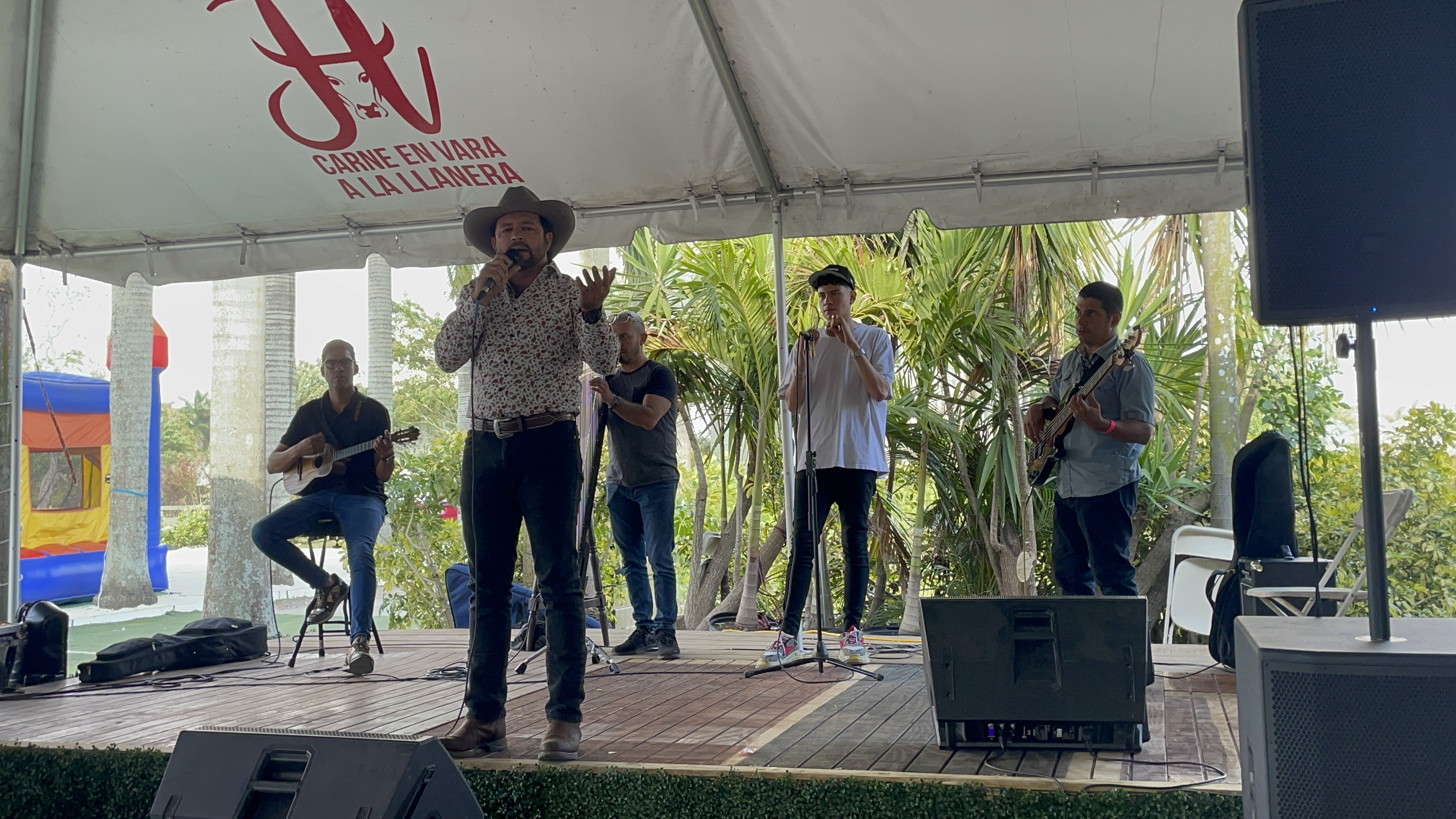
Presentación de joropo.

Oriundo de la región Centro-Occidental de Venezuela, mayoritariamente estados Lara, Portuguesa (sierra de Portuguesa) y Yaracuy. Interpretado por una variedad de instrumentos de cuerda (Cuatro, Medio Cinco, Cinco y Seis) que junto con Tambora y las Maracas producen una sonoridad muy particular y única entre los demás joropos venezolanos. Famosos golpes tocuyanos son "Amalia Rosa", "Montilla", "Gavilán Tocuyano" y "¡Ah mundo! Barquisimeto", "Los Dos Gavilanes", "El Espanto", "Pajarillo Tocuyano", "Garrote Encabullao", "Fuego Fuego", entre muchos otros. En el baile el número de integrantes es de seis parejas. La banda Sin dirección se convirtió en 2012 en el primer artista nacional en colocar música folclórica venezolana en un videojuego mundial con su canción “¡Ay!”, una fusión de joropo larense con pop rock que forma parte del popular videojuego mundial Rock Band 3 producido por Harmonix Music Systems y MTV Games para la videoconsola Xbox 360 de Microsoft, donde niños y personas de todo el mundo se divierten intentando tocar el cuatro venezolano.

### Joropo andino
Joropo principalmente ejecutado en los estados Táchira y Mérida. Este tipo de Joropo tiene dos formas básicas, el corrido y el galerón. Generalmente el joropo andino es lento, adaptado al paisaje montañés. Se toca con violín, mandolina, bandolín tachirense, guitarra, cuatro y tiple. Joropos andinos famosos son el Pato bombiao, Perra Baya, Guariconga y Molinera.

### Joropo llanero

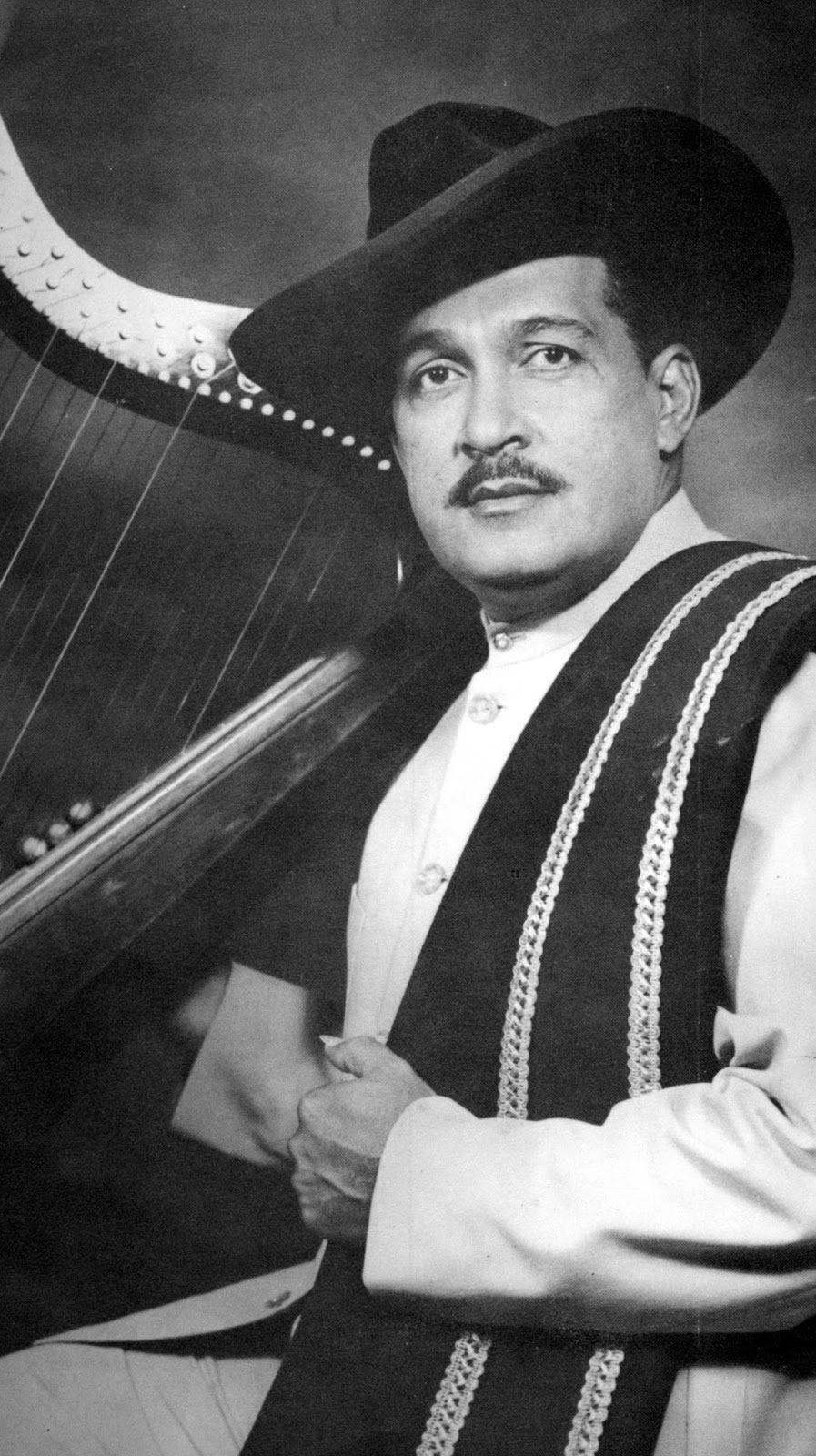
El arpista Juan Torrealba.

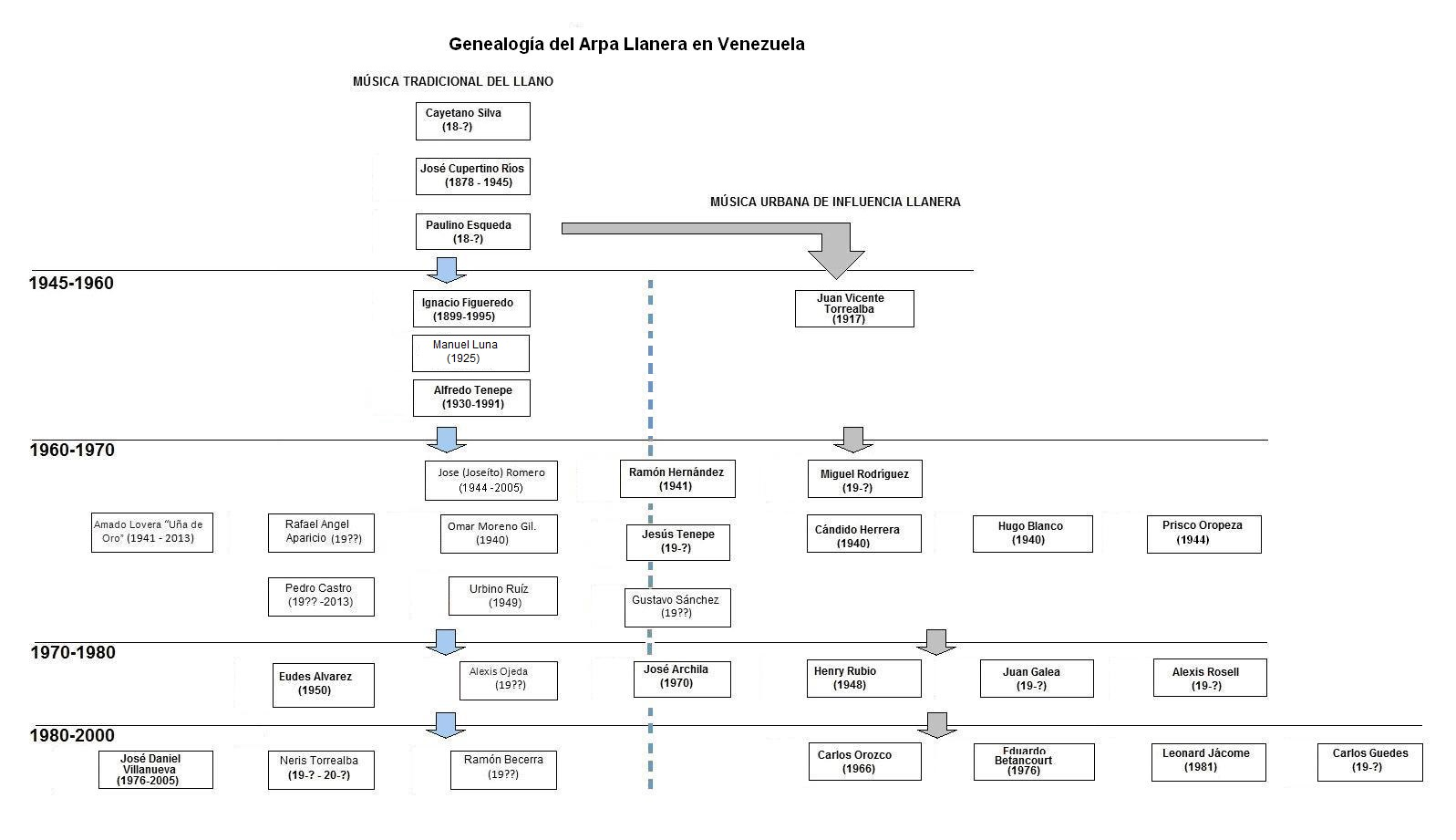
Árbol genealógico de ejecutantes del arpa llanera en Venezuela desde finales del siglo XIX hasta la actualidad.

Hasta la mitad del siglo XX, y en lo que atañe a la región de los llanos de Venezuela y los Llanos Orientales de Colombia, la palabra joropo se refería a un evento social -casi una feria- de una duración que podía variar de entre unas horas y hasta una semana completa. Allí participaban personas de la localidad o venidas de varios lugares, generalmente atraídas por el intercambio comercial, donde el evento central lo constituía la música, el baile y los contrapunteos. La música del joropo llanero la proporcionaba un conjunto básico compuesto por arpa cuatro, maracas y canto. Si no había arpa, se sustituía por una bandola o por el violín Los géneros del joropo llanero son dos: 
1. Pasaje: el más sosegado, y generalmente de autor conocido. Su velocidad es + o - negra = 152 , y su estructura armónica libre, generalmente en dos partes; y
2. Golpe: de autor anónimo, aunque muchos de estos golpes se le atribuyen a compositores del principios del siglo XX.[15] El golpe conforma con ciertos giros melódicos fijos reconocibles sobre patrones armónicos característicos que definen su tipo. El canto es silábico, o sea, a cada nota de la melodía corresponde una sílaba. Los versos son octosílabos y a veces pentasílabos, todos al amparo del contrafactum, es decir, a la sustitución de nuevos textos en melodías preexistentes. La velocidad del golpe es mayor que la del pasaje (negra = 176-192). Cuando el canto consiste en una narración de algún evento o fantasía se lo llama corrío, que equivale al antiguo romance español. Los golpes sirven de base para el zumba que zumba o contrapunteo entre dos o más contrincantes. Los más comunes son el seis por derecho (en tonalidad mayor), el pajarillo (en tonalidad menor), el seis por numeración o seis numerao (con transporte de aumentación en el cuarto grado), la kirpa o quirpa, el gaván (en modos mayor y menor), el San Rafael, el carnaval, la chipola, la catira, el zumba que zumba, entre los más conocidos. El entreverao es la agregación de dos golpes, con una modulación del uno al otro, generalmente para que canten dos personas con tesituras de voz diferentes (barítono y tenor). En cuanto a los pasos de baile los más frecuentes son valsiao, escobillao y zapateao, en los cuales, a diferencia del joropo central, se levantan los pies del suelo.

En 1935 el filme Joropo, protagonizado por Lorenzo Herrera lleva al cine este género musical con buena acogida del público. Producido por un grupo de venezolanos residentes en la ciudad de Nueva York, bajo la dirección de Horacio Cabrera Sifontes, rodado en esa ciudad, ambienta situaciones propias de los llanos venezolanos, y su secuencia final, muestra a todos los personajes vestidos de rigurosa etiqueta, bailando joropo en el gran salón del Waldorf Astoria, considerado para la época uno de los hoteles más lujosos del mundo.

### Joropo en Colombia
El origen  del joropo se remonta a los galerones, fiestas en que se bailaban el vals y vals vueltiao, que posteriormente derivó en el joropo y es por lo cual el primer paso del joropo lleva por nombre valsiao. Originalmente, el joropo era una fiesta familiar animada por la música, el canto y el baile con la pitanza.
Hasta la década de los 1950, en los llanos de Arauca se tocaba con bandolín (semejante al requinto andino), cuatro y maracas; en Casanare, se hacía con un par de tiples (a los que llamaban bandolón y guitarro); hacia el Meta, la instrumentación era de tiple y bandola. Todos estos instrumentos de cuerda han sido reemplazados por el arpa, introducida en los años 1960 cuando llegó a Villavicencio el compositor araucano David Parales Bello, quien había vivido en Apure. También se le atribuye a Luis Ariel Rey (1934-1975), compositor de Villavicencio, Meta, el haber dividido en dos el estilo de ejecución de la música llanera en Colombia, pues antes de 1957 se practicaba con guitarra, tiple, requinto y bandola, y Rey incorpora el arpa.

## Baile

### Tipos de ritmos o divisiones
- Contrapunteo. Es el canto de coplas aprendidas o improvisadas entre copleros. La finalidad es derrotar al contendor dejándolo callado.[17] El término contrapunteo, como arte de improvisar entre dos contrincantes copleros durante largo tiempo sobre cualquier temática en cuestión, pudiese estar asociado con el término europeo de práctica y composición musicales de contrapunto.[18]
- Pasaje. Se caracteriza por ser de ritmo cadencioso como un poema. Es un trozo musical que se repite y designa la canción popular llanera; puede ser estilizado, sabanero, urbano, criollo.[19][17]
- Golpe llanero. Constituye los ritmos alegres del joropo y pueden ser ejecutados e interpretados en tonos mayores y menores.[17]
- Tonada. Surge de cantos recios de labor que cuentan las vivencias de los llaneros en el campo, basándose en la naturaleza llanera y recordando el canto libre del cabestrero, del becerrero o del ordeñador.[19]
- Copla. Elemento literario del poeta llanero.[19]

#### Instrumentos musicales
- Arpa. Instrumento diatónico de treinta o treinta y tres cuerdas.[20]
- Bandola llanera. Instrumento de cuatro cuerdas, las dos primeras de nailon, la tercera y cuarta de acero (bordones). Es pequeña y de caja más ancha que el cuatro; tiene siete trastes y su cuello es corto.[20]
- Cuatro. Instrumento de cuatro cuerdas y entrastadura entre catorce y dieciséis trastes.[20]
- Maracas o capachos. Instrumento de percusión conformado por una calabaza con semillas en su interior. La calabaza se sujeta por un mango que sirve para agitar el calabazo. También se pueden fabricar de taparito o cocos.[20]
- Bandolín.[16]
- Furruco.[16]
- Cirrampla.[16]
- Bandola casanareña. Posee entre 18 y 20 trastes. Su tamaño y forma son las de un tiple, pero posee cuatro cuerdas en el mismo orden de la bandola tradicional.
- Bajo electrónico. No es autóctono, desplazó al furruco. Posee cuatro cuerdas de acero y requiere de un amplificador. Complementa la armonía.
- Guitarro.[19]
- Requinto.[19]
- Guitarra.[19]
- Hoja de limón.[19]
- Carraca.[19]
- Tambora.[19]

### Danza
Es el baile folclórico más representativo de los Llanos y una de las danzas folclóricas que presenta la típica supervivencia española, engendrada en los bailes flamencos y andaluces, como así lo demuestran sus zapateos. Las parejas bailan zapateando y sueltas; el cuerpo permanece más bien quieto, dando mucha importancia al taconeo, el cual es rápido. En danza de coqueteo, el llanero trata de conquistar a la mujer, gira trazando un espiral y da vueltas progresivamente más apretadas y juntas en persecución del centro que ocupa la mujer, quien remisa y recatada se aproxima al varón. En el joropo se observa la influencia del vals vienés, representado en que las parejas no se sueltan totalmente, en el ritmo es ternario, en el primer paso, llamado valsiao, y que se dan vueltas vertiginosamente.
Pasos
Las parejas bailan independientemente las unas de las otras. El bailador solo zapatea cuando lo llama la cuerda; cada bailador tiene sus "llamadas", por lo que no todas las parejas zapatean al mismo tiempo. Los principales pasos son:
Inicio, el saludo, el valseo, el pecho y cola, el toriado, la punta de soga, el enchivado, el atollao, el ocho, el torniado, el cruzado, la renguera del Zamuro, la tirada de la soga, la sentada del perro velón, el escobillao, el palometiado, la zambullida del güire, el jupiado, el pujido de la baba, el galope, la vuelta del pavo, el abrazo del oso, el trapiche, tutequiado, la vuelta del diablo, el samuriao y vueltas.
Posiciones
- Punto de soga. Las parejas se toman de las manos.
- Macice o media distancia. Las parejas se toman de los brazos o llevan una mano a la espalda.[20][16]

Figuras
Las figuras ejecutadas en el baile reciben sus nombres de acuerdo con el hecho, objeto o animal a las que hacen referencia, como “El Coletazo de la Iguana”, “el Botalón” (amarre de una bestia a un poste), “el Sacaniguas”, “la Despescuezada”.

### Atuendo
Atuendo femenino
- Falda ancha en pisos, colores vivos, con paisajes llaneros y flores de hermosa calidad; en el borde lleva encaje ancho y va a media pierna. La blusa es blanca con escote y arandela envuelta de bandeja, manga corta con arandela. El calzado es alpargatas, cotiza de suela y capellada en hilo, o descalza. Peinetas o arreglo de flores de la cayena en la cabeza.[20][16]

Atuendo masculino
- Liquiliqui. Pantalón largo y camisa manga larga de cuello alto con botones y sombrero blanco o negro.
- Pantalón blanco remangado o tuco a media pierna y camisa blanca. También, pantalón negro, camisa blanca, sombrero alón, preferiblemente el pelo de guama, que es pesado y garantiza que no se caiga durante el zapateo. Alpargatas o descalzo. Se usa el pañuelo para invitar a salir a la mujer.[20][16]

## Otras referencias

### Libros
Abadía Morales, Guillermo. El Joropo, supervivencia hispano-morisca. Centro Colombo-Americano, Bogotá, 1983.

Baquero Nariño, Alberto, Joropo: Identidad Llanera. (La epopeya cultural de las comunidades del Orinoco). Universidad Nacional de Colombia, 1990.

Cook, Federico. El cuatro Venezolano. Cuadernos Lagoven, Lagoven, S.A. Caracas, 1986.

Crespo, Luis Alberto. La Música del Cedro y la Caoba. Venezuela Tierra Mágica Corpoven, S.A., Caracas, 1991. 

Fernaud, Álvaro. El golpe larense. FUNDEF, Caracas, 1984. 

Guerrero, Fernando. El Arpa en Venezuela. FUNDARTE, Caracas, 2008.

Instituto Departamental de Cultura Meta. La huella del torneo : un homenaje a la historia del talento llanero. Gobernación de Meta, Villavicencio, 2009.

Lengwinat, Katrin (coord.). Estudios en torno al Joropo Central. Fundación Vicente Emilio Sojo-Instituto de Musicología, Caracas, 2009.

Mendoza, Fabiola. El joropo guayanés. Fundación Editorial El perro y la rana, Caracas, 2012. 

Ramón y Rivera, Luis Felipe. El joropo, baile nacional de Venezuela. Ministerio de Educación, Dirección de Cultura y Bellas Artes, Caracas, 1953.

Robayo Sanabria, Darío. Ensayo sobre el arpa en los llanos de Venezuela y Colombia. El arpa en la historia. Imprenta Patriótica, Bogotá, 1993.

Romero, Aldemaro. El joropo llanero y el joropo central. SACVEN, Caracas, 2004.

Rosenblat, Ángel. Estudios sobre el habla de Venezuela. Buenas y malas palabras. Monte Ávila editores, Caracas, 1987 (v. las voces de "Joropo", pp. 323 y ss., y las voces "Galerón, "Guachafita", "Guacharaca" y "Gurizapa", pp.315 y ss.).  

Safar, Margarita. Sinopsis de los informes de viajes, 1947-1975. Documentos precursores de los estudios de la cultura popular y tradicional en Venezuela. Fundación de Etnomusicología y Folklore, Caracas, 2005.

Salazar, Rafael. Del joropo y sus andanzas. Discoclub, Caracas, 1992.

Sanabria, Pedro. La música del joropo central. De lo tradicional a la partitura. Editorial El Aragüeño, Maracay, 2007.

### Artículos en revistas especializadas
Calderón Sáenz, Claudia. "Estudio analítico y comparativo sobre la música del joropo, expresión tradicional de Venezuela y Colombia." En: Revista Musical de Venezuela, año XIX, n.º 39, 1999, pp. 219-256.

Lengwinat, Katrin. “Parámetros para determinar un género”. En: Revista Musical de Venezuela, n.º 45, 2006, pp. 42-53. V. También en https://www.academia.edu/2317713/Parametros_para_determinar_un_genero

Rago, Víctor. “Llano y llanero: contribución al estudio del forjamiento de una imagen”.  En: Boletín Antropológico, n.º 45,  enero-abril, 1999.

Sagredo Araya, Humberto. "El ritmo en la música venezolana." En: Revista Musical de Venezuela, año 9, n.º 25, 1988, pp. 47-107.

### Capítulos de libros
"Joropo". En David Horn y John Shepherd (eds.), Bloomsbury Encyclopedia of Popular Music of the World. Vol. 9. Genres: Caribbean and Latin America, Bloomsbury, London, 2014, p.400-403

"Joropo". En Simon Broughton y Mark Ellingham (eds.), World Music, Vol. 2: Latin & North America, Caribbean, India, Asia and Pacific, Penguin Group, London y New York, 2000, pp. 624-630.

Salazar, Rafael. “Joropo”. En José Peñín y Walter Guido,  (eds.), Enciclopedia de la Música en Venezuela, tomo 2, Fundación Bigott, Caracas, 1998, pp.69-75.

Sans, Juan Francisco. “Género, tradición y derechos de autor.” En Carmen Elena Alemán y Fernando Fernández (comp.), Los rostros de la identidad, Equinoccio y Fundación Bigott,  Caracas, 2001, pp. 601-612.

### Recursos en la red
- Bibliografía sobre el tema del joropo, el arpa y los Llanos Colombo-Venezolanos, unidad geográfica, étnica y cultural. Calderón, Claudia.
- El joropo caracoleado es nuestro joropo andino
- La bandola cordillerana de San José de Guaribe
- El baile arpa o joropo de la zona negra de Yara. Valles, Luis Alfredo.